# Избранный (фильм)
Избранный (англ. Unmistaken Child) — независимый документальный фильм 2008 года, в котором рассказывается о поисках тибетским буддийским монахом реинкарнации своего любимого учителя, всемирно известного ламы. Режиссёр — Нати Барац.

## Содержание
Документальный фильм следует за поиском тибетским буддийским монахом перевоплощения своего любимого учителя, всемирно известного ламы (учителя) геше ламы Кончога . Съёмки, которые начались в октябре 2001 года, затянулись на пять с половиной лет. Фильм следует за ближайшим учеником покойного ламы — скромным молодым монахом по имени Тензин Зопа (хорошо говорящего по-английски), который ищет ребёнка - реинкарнацию своего учителя.
Поскольку Тензин — всего лишь смиренный монах, он ставит под сомнение его способность точно находить и распознавать реинкарнацию просвещённого мастера. Его пугает сложность задания и большая ответственность.
После сочетания молитвы, интуиции и различных форм гадания Тензин отправляется в крошечные деревни отдалённой долины Цум на границе Непала и Тибета, и проверяет многие семьи и многих детей. Он ищет мальчика подходящего возраста, который эмоционально реагирует на один из предметов, принадлежавших мастеру. Тем не менее, остаётся много вопросов, и мальчик должен пройти многочисленные испытания и проверки, прежде чем существование Ринпоче — реинкарнированного тибетского мастера — может быть подтверждено. Кроме этого, поднимается вопрос об эмоциональных потерях, связанные с удалением маленького ребёнка из его любящих родителей и знакомой деревни.

## Начало
Фильм был создан, срежиссирован и написан израильским режиссёром Нати Баратц. Он и его жена посетили лекцию, прочитанную Тензином Зопой, который в конце попросил всех помолиться за место реинкарнации Геше Ламы Кончога, его недавно умершего учителя.
«Тензин действительно глубоко тронул меня», — сказал Барац в интервью. «У него огромное сердце, и он очень умный. И когда я услышал, что он ищет реинкарнацию своего учителя, я подумал, что это фильм, который я должен сделать».

## Выпуск, трансляция и DVD
Unmistaken Child впервые был показан на Международном кинофестивале в Торонто 8 сентября 2008 года. Затем последовали фестивальные показы в Берлине, Сан-Франциско и других фестивалях по всему миру. Фильм был выпущен ограниченным тиражом в США в июне 2009 года, а затем и в ограниченном тираже по всему миру.
Unmistaken Child был выбран и показан в награду в серии PBS Independent Lens в апреле 2010 года. Осциллограф Лаборатории опубликовал фильм на DVD в 2009 году.

## Награды
Московский кинофестиваль в 2009 г.
- Приз зрительских симпатий[5]

Хайфский кинофестиваль 2009
- лучший документальный фильм года.

Фестиваль документального кино полного кадра
- Full Frame Inspiration Award
- Специальная премия жюри Энн Деллингер
- Награда имени Чарльза Э. Гуггенхайма для начинающих художников — Почётная награда

Международный кинофестиваль RiverRun
- Лучший документальный фильм

EBS Международный документальный фестиваль
- Гран При
- Приз зрительских симпатий

Независимый кинофестиваль в Бостоне
- Специальный приз жюри — документальный фильм

Камеримаж
- Гран При — художественный документальный фильм
- Лучший документальный фильм

Краковский кинофестиваль
- Золотой Рог — Лучший документальный фильм
- Приз жюри Краковских студентов — Лучший документальный фильм